# Đảo Lady Musgrave
Đảo Lady Musgrave là một hòn đảo san hô có diện tích 14 ha (35 mẫu Anh) thuộc Rạn san hô Great Barrier, với 1.192 ha (2.950 mẫu Anh) là các rạn san hô xung quanh. Đây là hòn đảo lớn thứ hai trong chuỗi các hòn đảo của Rạn san hô Great Barrier (sau đảo Lady Elliot). Hòn đảo này có thể dễ dàng ghé thăm từ thị trấn 1770, và nằm cách khoảng 5 giờ di chuyển về phía bắc của Brisbane. Hòn đảo được đặt theo tên phu nhân của Sir Anthony Musgrave, thống đốc giai đoạn 1883-1888 của Queensland thời thuộc địa.
Đảo Lady Musgrave và các khu vực bao quanh là một vườn quốc gia của Úc và có thể đến được bằng thuyền tham quan từ thị trấn 1770. Nó cũng là một phần của vùng chim quan trọng Capricornia Cays.

## Khái quát chung
Đảo Lady Musgrave là hòn đảo được nhiều người cắm trại nhất trong nhóm đảo Capricorn và Bunker, do vị trí neo đậu của tàu trong một đầm phá nửa kín và cùng dịch vụ phà tới đây thường xuyên. Hơn 10.000 khách mỗi ngày đã tới đảo bởi các nhà khai thác du lịch thương mại trong năm 1997. Ngoài ra, 1.278 trại của 8.008 người cắm trại đêm và khoảng 5.840 du khách tại các du thuyền trong năm đób đã đến đảo.
Phải thừa nhận rằng, những con số về khách truy cập đến Đảo Lady Musgrave tại thời điểm đó đã vượt quá mức độ bền vững về mặt sinh thái.
Thảm thực vật bao gồm Pisonia grandis, Tournefortia argentea, Casuarina equisetifolia, và Pandanus tectorius. Thảm thực vật là ít dày đặc hơn so với bãi cát lớn của nhóm đảo Capricorn.
Cuối phía Nam của hòn đảo có một hồ nước lợ nhỏ. Hòn đảo nằm ở đầu phía Nam của một khu vực đầm phá lớn. Bằng thuyền từ Lady Musgrave, du khách có thể khám phá vùng đầm phá thông qua một kênh nước sâu.